# Ymnighetshorn

Heraldisk avbildning av ett ymnighetshorn.

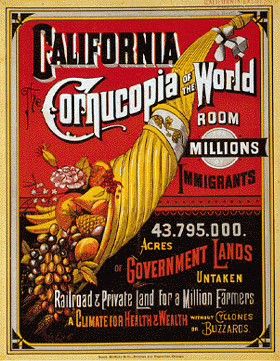
Kalifornisk affisch med cornucopia.

Ymnighetshorn (latin: cornucopia) är ett ihåligt horn innehållande frukt, mynt eller något annat åtråvärt. Ymnighetshornet är en symbol för rikedom och överflöd. 

## Historik
Enligt en version i den grekiska mytologin tillhörde ymnighetshornet geten Amalthea, som födde upp Zeus. Denne bröt av ett av hennes horn och gav till nymferna på Kreta. Hornet fyllde sig sedan med allt som nymferna önskade.
Enligt en annan version ingick det som ett av Herakles uppdrag att kämpa med Achelous i gestalt av en tjur varvid han slet loss ett horn, men "najaderna fyllde det med frukter och doftande blommor och helgade det".
Ymnighetshornet som symbol förekommer tillsammans med figurer som gestaltar Abundantia, Överflödet, Fortuna, Europa och Freden. De grekiska gudar som gestaltas med ymnighetshorn är dödsguden Hades och vinguden Dionysos.

## Galleri

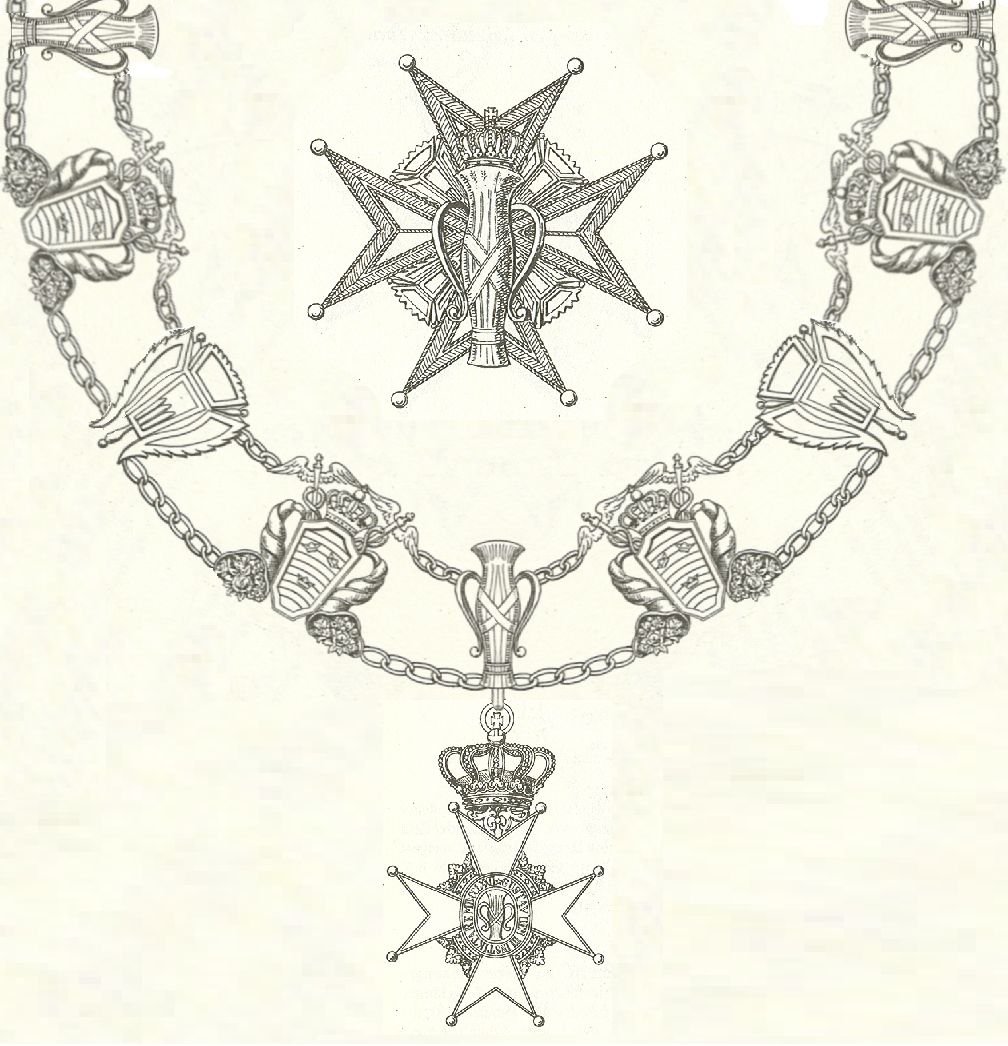
Vasaordens kejda med två ymnighetshorn utanför lilla riksvapnet.
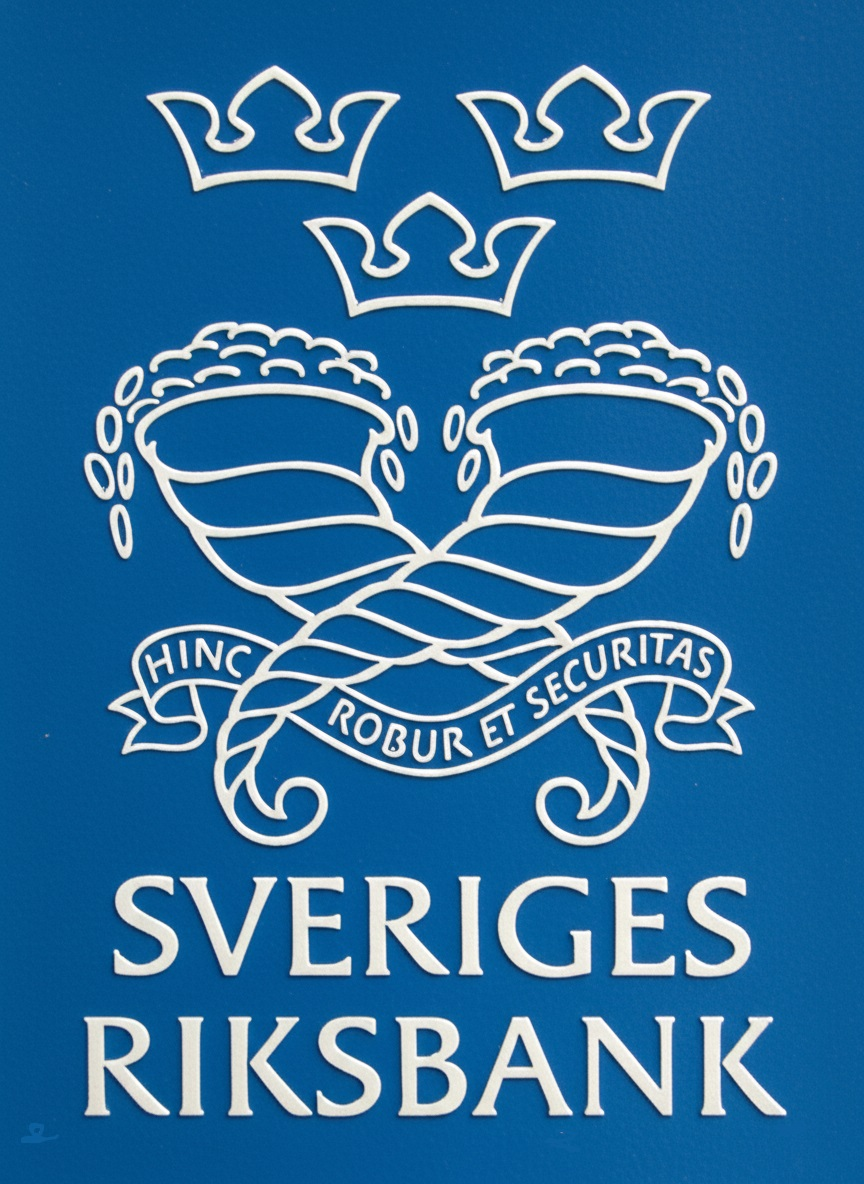
Sveriges riksbanks emblem består av två ymnighetshorn.
Colombias riksvapen
Panamas riksvapen
Perus riksvapen
Venezuelas riksvapen
Amerikanska delstaten North Carolinas sigill.
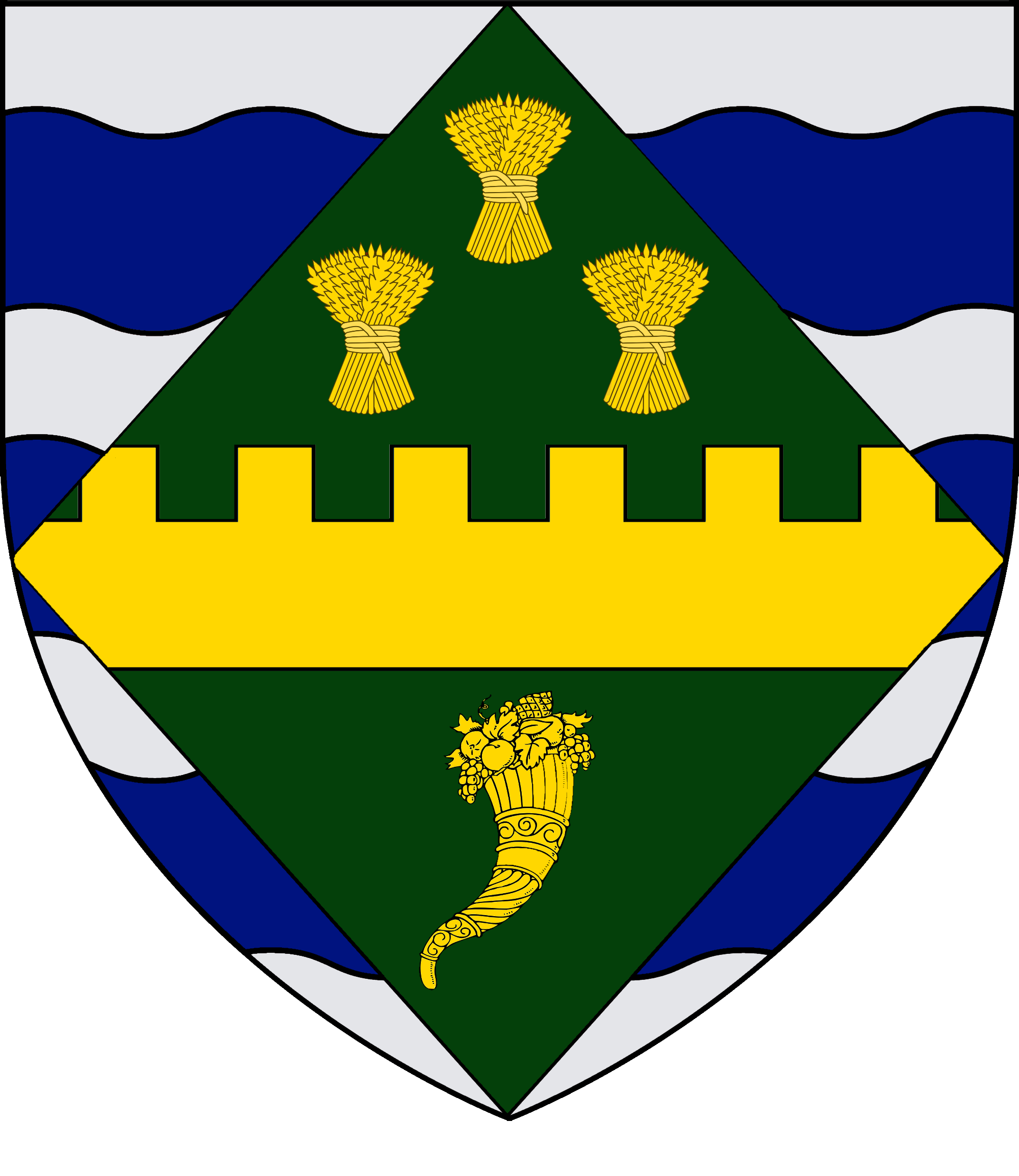
Vapen för Huntingdonshire i England, Storbritannien.
Stadsvapen för Charkiv i Ukraina.
Äldre stadssigill för Cagayan de Oro på Filippinerna.